# Jonathan Loughran
Jonathan Loughran (Estados Unidos, 1966) é um ator norte-americano. Seus principais filmes é ao lado do amigo e parceiro Adam Sandler.
Depois de terminar a high school (escola de segundo grau ou ensino médio dos Estados Unidos) na Filadélfia, mudou-se para Nova York.
Sua estréia no cinema ocorreu no filme de 1989, Sexbomb. Em meados na década de 1990, conheceu Adam Sandler através de um amigo em comum, o escritor Allen Covert, e Sandler o convidou para participar do filme Bulletproof. A partir desta participação em Bulletproof, Sandler sempre arruma um papel para o amigo em seus filmes. Porém, não é só nos filmes de Sandler que Jonathan Loughran tem atuado. Quentin Tarantino também ja escalou o ator para trabalhar em Kill Bill:volume 1 e Kill Bill:volume 2, além de Death Proof.

## Filmografia
- (1989) Sexbomb;
- (1996) Bulletproof;
- (1998) The Waterboy;
- (1999) Big Daddy;
- (1999) Late Last Night;
- (2000) Little Nicky;
- (2002) Punch-Drunk Love;
- (2002) The Master of Disguise as Security Guard;
- (2002) Eight Crazy Nights;
- (2003) National Security;
- (2003) Anger Management;
- (2003) Dickie Roberts: Former Child Star as Himself;
- (2003) Kill Bill;
- (2004) 50 First Dates;
- (2004) Kill Bill;
- (2006) Grandma's Boy as Josh;
- (2006) The Benchwarmers;
- (2006-2007) The King of Queens;
- (2007) Death Proof;
- (2007) I Now Pronounce You Chuck and Larry;
- (2008) Get Smart;
- (2008) The House Bunny;
- (2008) Bedtime Stories;
- (2010) Grown Ups;
- (2011) Just Go with It;
- (2011) Bucky Larson: Born to Be a Star;
- (2011) Jack and Jill;
- (2013) Grown Ups 2;
- (2014) Blended;
- (2015) Pixels;
- (2015) Hotel Transylvania 2;
- (2015) The Ridiculous 6;
- (2016) The Do-Over;
- (2016) Hell's Kitchen;
- (2017) Sandy Wexler.
- (2025) Happy Gilmore 2